# Janssen Pharmaceutica

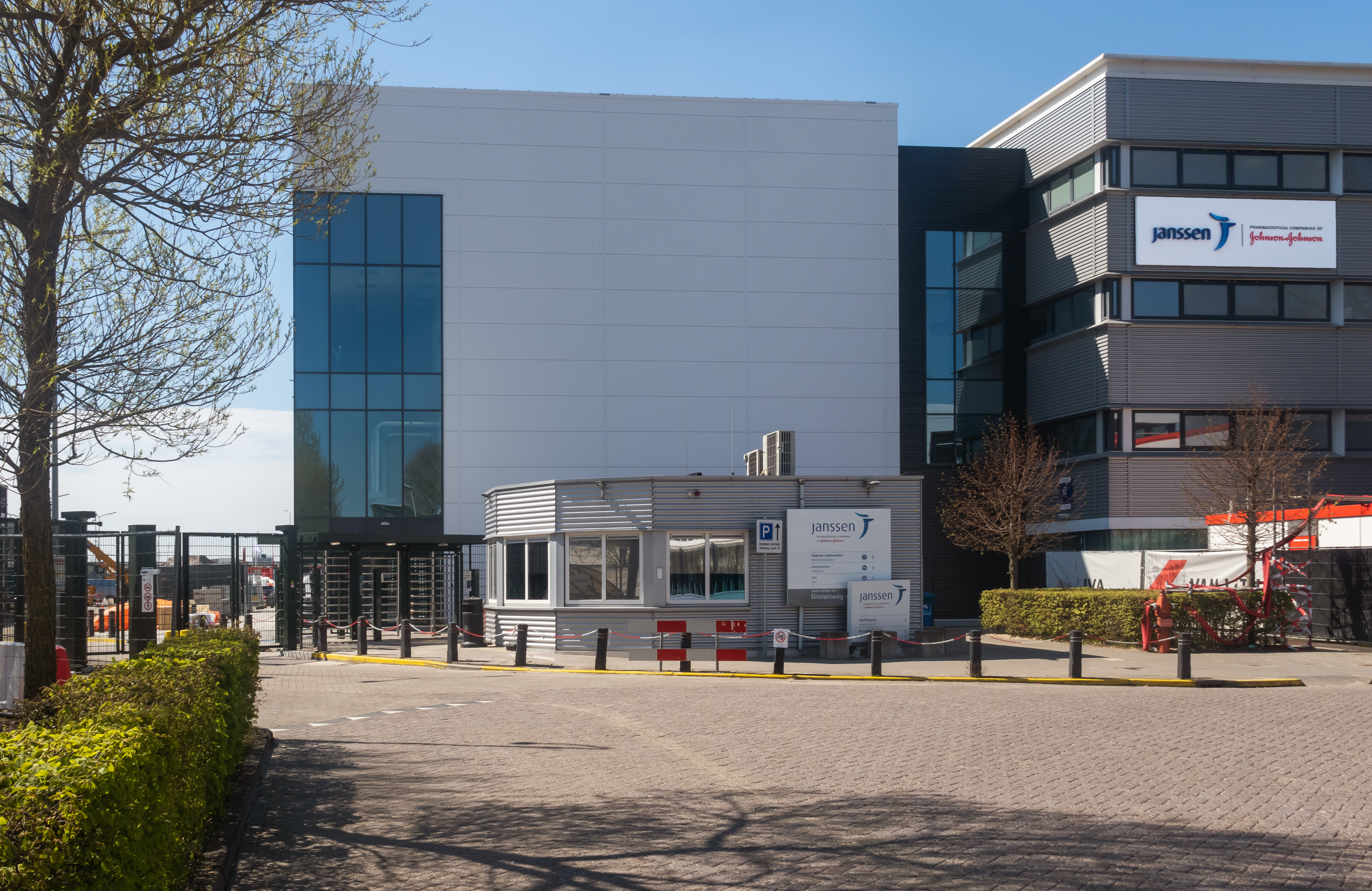
Janssen Pharmaceutica-Gebäude in Leiden

Janssen Pharmaceutica N.V. ist ein belgisches pharmazeutisches Unternehmen mit Sitz in Beerse.

## Allgemeines
Janssen Pharmaceutica N. V. wurde 1953 von Paul Janssen (1926–2003) gegründet und ist Teil des amerikanischen Konzerns Johnson & Johnson. Ursprünglicher Unternehmenszweck war ausschließlich pharmazeutische Forschung.
1961 wurde Janssen Pharmaceutica die Pharmasparte von Johnson & Johnson (einer von drei Sektoren neben Medical Devices & Diagnostics, Consumer), nachdem sich Paul Janssen wieder vermehrt der Forschung widmen wollte und seine Firma zunächst in Europa vergeblich zum Kauf angeboten hatte. Bis heute beherbergt Janssen Pharmaceutica die weltweite Forschung und Entwicklung neuer Arzneimittel für Johnson & Johnson (Johnson & Johnson Pharmaceutical Research Development (JJPRD)), z. B. im Bereich der Neurologie, Anästhesie, Analgesie, Allergologie, Krebserkrankungen usw. Die deutsche Niederlassung (gegründet 1959) firmiert unter Janssen-Cilag GmbH in Neuss.
1985 etablierte Janssen Pharmaceutica als erstes westliches Pharmaunternehmen eine pharmazeutische Fabrik in der VR China. Die erste Fabrik wurde von Joos Horsten in Hanzhong aufgebaut und geleitet. Später folgte eine zweite und größere Fabrik in Xi’an.
2007 wurde Janssen Pharmaceutica zum dritten Mal als attraktivster Arbeitgeber Belgiens ausgezeichnet. Diese Erhebung wird von Randstad in Belgien seit 2001 durchgeführt.
2014 wurde das Präparat Xeplion®, das zur Behandlung von Schizophrenie verwendet wird, mit zahlreichen Todesfällen in Verbindung gebracht.
Im Rahmen der COVID-19-Pandemie hat Janssen Pharmaceutica den Impfstoff Ad26.COV2.S entwickelt.
Im September 2023 kündigte Johnson & Johnson an, die Sparten Pharmazie und Medizintechnik stärker unter der Dachmarke J&J vereinen zu wollen. Im Zuge dessen firmiert Janssen seit Herbst 2024 unter dem Namen Johnson & Johnson Innovative Medicine.

## Medikamente von Janssen Pharmaceutica
| R-code | Name                 | Markenname         | Synthetisiert | Vermarktet |
| ------ | -------------------- | ------------------ | ------------- | ---------- |
| R5     | Ambucetamid          | Neomeritine        | 1953          | 1955       |
| R79    | Isopropamid iodid    | Priamide-Janssen   | 1954          | 1955       |
| R253   | Diisopromin          | Bilagol            | 1955          | 1956       |
| R516   | Cinnarizin           | Stugeron           | 1955          | 1958       |
| R875   | Dextromoramid        | Palfium            | 1955          | 1957       |
| R1132  | Diphenoxylat         | Reasec             | 1956          | 1960       |
| R1625  | Haloperidol          | Haldol             | 1958          | 1959       |
| R2498  | Trifluperidol        | Triperidol         | 1959          | 1961       |
| R3345  | Pipamperon           | Dipiperon          | 1960          | 1961       |
| R3365  | Piritramid           | Dipidolor          | 1960          | 1967       |
| R4263  | Fentanyl             | Fentanyl           | 1960          | 1963       |
| R4584  | Benperidol           | Glianimon          | 1961          | 1965       |
| R4749  | Droperidol           | Dehydrobenzperidol | 1961          | 1963       |
| R4845  | Bezitramid           | Burgodin           | 1961          | 1971       |
| R6218  | Fluspirilen          | Imap               | 1963          | 1971       |
| R6238  | Pimozid              | Orap               | 1963          | 1970       |
| R7904  | Lidoflazin           | Clinium            | 1964          | 1969       |
| R11333 | Bromperidol          | Impromen           | 1966          | 1981       |
| R12564 | Levamisol            | Ergamisol          | 1966          | 1969       |
| R13672 | Haloperidol decanoat | Haldol decanoas    | 1967          | 1981       |
| R14889 | Miconazol            | Daktarin           | 1967          | 1971       |
| R14950 | Flunarizin           | Sibelium           | 1967          | 1977       |
| R15889 | Lorcainid            | Remivox            | 1968          | 1983       |
| R16341 | Penfluridol          | Semap              | 1968          | 1973       |
| R16470 | Dexetimid            | Tremblex           | 1968          | 1972       |
| R16659 | Etomidat             | Hypnomidate        | 1964          | 1977       |
| R17635 | Mebendazol           | Vermox             | 1968          | 1972       |
| R18553 | Loperamid            | Imodium            | 1969          | 1973       |
| R33800 | Sufentanil           | Sufenta            | 1974          | 1979       |
| R33812 | Domperidon           | Motilium           | 1974          | 1978       |
| R35443 | Oxatomid             | Tinset             | 1975          | 1981       |
| R39209 | Alfentanil           | Rapifen            | 1976          | 1983       |
| R41400 | Ketoconazol          | Nizoral            | 1976          | 1981       |
| R43512 | Astemizol            | Hismanal           | 1977          | 1983       |
| R46541 | Bromperidol          | Impromen           | 1978          | 1984       |
| R49945 | Ketanserin           | Sufrexal           | 1980          | 1987       |
| R50547 | Levocabastin         | Livostin           | 1979          | 1989       |
| R51211 | Itraconazol          | Sporanox           | 1980          | 1986       |
| R51619 | Cisaprid             | Prepulsid          | 1980          | 1989       |
| R64766 | Risperidon           | Risperdal          | 1984          | 1993       |
| R      | Paliperidon          | Invega             |               | 2007       |

Janssen Pharmaceutica hat im Laufe der Zeit etwa 70 neue Substanzen auf den Markt gebracht. Die bekanntesten unter ihnen sind:
| Handelsname | Freiname    | Indikation               |
| ----------- | ----------- | ------------------------ |
| Imodium     | Loperamid   | Motilitätshemmer         |
| Motilium    | Domperidon  | Antiemetikum             |
| Reminyl     | Galantamin  | Antidementivum           |
| Daktarin    | Miconazol   | Antimykotikum            |
| Nizoral     | Ketoconazol | Antimykotikum            |
| Vermox      | Mebendazol  | Anthelminthikum          |
| Risperdal   | Risperidon  | Atypisches Neuroleptikum |
| Durogesic   | Fentanyl    | Opioid-Analgetikum       |

Sieben Janssen-Medikamente sind auf der Liste der unentbehrlichen Arzneimittel der Weltgesundheitsorganisation:
- Haldol (Haloperidol)
- Ergamisol (Levamisol)
- Daktarin (Miconazol)
- Vermox (Mebendazol)
- Nizoral (Ketoconazol) (WHO-gelistet seit 2005)
- Risperdal (Risperidon)
- Loperamid (Imodium)

## Kontroversen
2012 verurteilte ein Gericht im US-Bundesstaat Arkansas den Mutterkonzern von Janssen, Johnson & Johnson, zu einer Strafzahlung von 1,2 Milliarden US-Dollar. Dem Konzern war vorgeworfen worden, bei der Vermarktung seines Neuroleptikums Risperdal Gefahren verharmlost und verschwiegen zu haben. So gab es Hinweise auf ein erhöhtes Risiko für Infarkte bei älteren Menschen, denen Risperdal verabreicht wurde. Zuvor war Janssen bereits in ähnlichen Urteilen in South Carolina und Louisiana zu Strafzahlungen von 327 Millionen bzw. 258 Millionen US-Dollar verpflichtet worden. Auch hatte sich das Unternehmen in Texas auf einen Vergleich in Höhe von 158 Millionen US-Dollar geeinigt.